# T-岡田
T-岡田（ティーおかだ、本名・旧登録名：岡田 貴弘〈おかだ たかひろ〉、1988年2月9日 - ）は、大阪府吹田市出身の元プロ野球選手（外野手・内野手、左投左打）、野球解説者、野球評論家。

## 経歴

### プロ入り前
箕面市立第四中学校卒業。小学生時代は「山田西リトルウルフ」中学生時代はボーイズリーグの「箕面スカイラーク」（現：大阪箕面ボーイズ）に所属。練習試合で若竹竜士から放った場外本塁打は飛距離140mともいわれている。3学年になると、同学年の平田良介とともに進路が注目された。
高校は自宅から通えるという理由で履正社高に進学。1年夏から4番を任され、打線の中軸として活躍する。1年時の秋季大阪大会では、近大附高の鶴直人からバックスクリーン弾を放った。2年夏の大阪大会では、2試合にまたがり5打席連続敬遠されるなど警戒されながら5試合で5本塁打を放った。その後、秋季近畿大会で8強入りしたが第77回選抜高等学校野球大会には選出されなかった。3年夏は平田良介、辻内崇伸、中田翔らを擁する大阪桐蔭高と大阪大会準決勝で対戦し、中田翔から9回表にバックスクリーンへの3点本塁打を放ったものの敗れた。
甲子園出場こそなかったもの、高校通算55本塁打を記録し、55という数字やヘッドスピードが約150km/hに達するという豪快なスイング、恵まれた体格から、松井秀喜の愛称であるゴジラにちなんだ「浪速のゴジラ」とマスコミから呼ばれるようになった。また、前述の平田、辻内、鶴と併せて「浪速の四天王」とも呼ばれた。なお、この4人は全員1巡目指名で高卒プロ入りしている。
2005年秋に開催されたドラフト会議にて、辻内崇伸の交渉権を抽選で逃したオリックス・バファローズから高校生1巡目指名をされ、入団。背番号は、本人の要望もあって55をそれまで着けていたユウキから譲り受けた（ユウキは22に変更）。

### オリックス時代
2006年はシーズン後半に一軍昇格し、プロ初安打を記録。ウエスタン・リーグでは外野手登録ながら主に一塁手としてリーグ戦全88試合中、喜田剛と並ぶリーグ2位の82試合に出場し、フレッシュオールスターゲームでは本塁打を放った。二軍でのシーズン成績は打率.245、5本塁打、チーム3位の27打点、共にリーグ2位の73安打と4三塁打を記録するなど高卒新人野手としては優秀な成績を残した一方でリーグワーストの75三振、一塁手としては2位と倍以上のリーグ最多11失策を記録するなど粗さも目立った。
2007年は清水隆行を参考にした一本足打法から確実性アップのためすり足打法にフォーム改造した。オープン戦では本塁打を放つなど好成績を収めるも開幕は二軍スタート。シーズン序盤は極度の不振に陥り、一時は先発出場を外れることもあったが夏場以降復調し、北京プレオリンピック野球日本代表に招集され、主軸として日本の優勝に貢献した。帰国後も好調を維持したが、二軍最終戦の試合後、練習中に球を踏んで左足首を故障、そのままシーズンを終えた。最終的には二軍で68試合に出場して8二塁打、3三塁打、4本塁打を記録し、打率も前年よりわずかに上がったが末永真史と並んで2年連続リーグワーストの69三振を記録した。守備面では外野手として1失策、一塁手としては無失策と成長が見られた。シーズン後のフェニックスリーグでは、故障が完治していない状態にもかかわらずチームトップ、リーグでも2位タイとなる4本塁打を記録。その後の秋季キャンプでもSKワイバーンズとの練習試合で本塁打を放つなど、シーズン終盤の好調をそのまま持ち込みアピールを続けた。
2008年1月にイチローと合同自主トレを行った際、面識はなかったもののイチローはすぐに岡田が将来の4番候補であることを見抜き、ロベルト・ペタジーニのようであると評した。同年は前年に引き続き一軍での出場機会はなく、二軍でチーム最多、リーグ2位の83試合に出場しリーグ最多の19二塁打（新井良太と同数）、同3位の32四球を選んだ一方で、3年連続となるリーグワーストの71三振を記録し、打率も.216にとどまった。守備でも一塁手としてリーグ最多の5失策、外野手としても36試合で森山周（外野手としての出場は5試合）に次いで低い守備率を記録した。また、ボールの見えづらさからオフシーズンにレーシック手術を受け、視力回復をしている。
2009年は内野手登録となった。アレックス・カブレラの怪我によりセ・パ交流戦で一軍に抜擢され、3年ぶりに一軍出場を果たすも結果を残せず降格となった。しかし、2度目の昇格となる8月14日の福岡ソフトバンクホークス戦でのプロ入り初本塁打を切っ掛けに最終的に7本塁打を放ち、以降最終戦まで一軍に帯同。打率こそ2割を大きく下回ったが、安打の3分の1が本塁打、チームトップクラスの飛距離を見せた。二軍では打率.295、21本塁打、59打点の成績で、ウ・リーグ本塁打王と打点王の2冠に輝き、最高長打率も獲得。三振はワースト2位の71個、失策は一塁手ワーストの7個だった。

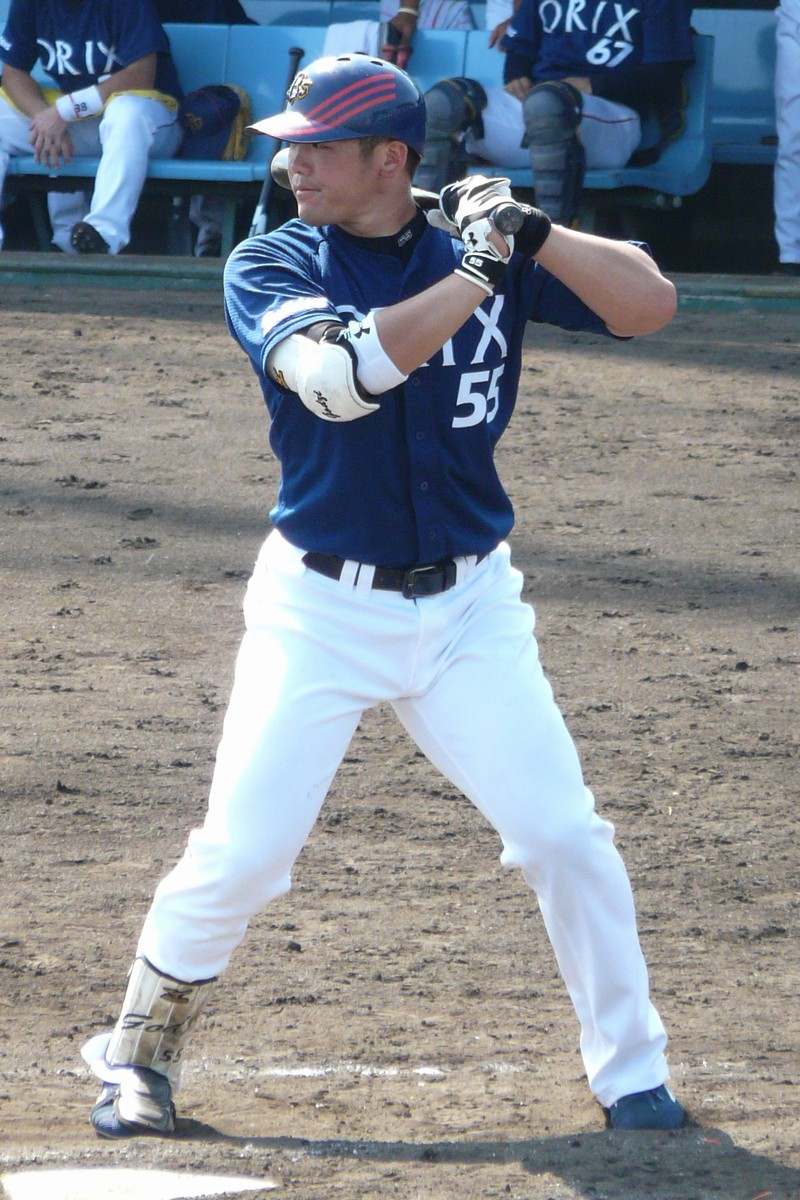
2009年8月4日、阪神鳴尾浜球場にて

同年シーズン終了後、新監督に就任した岡田彰布が、自身と同姓であり「ややこしい」との理由から、貴弘の登録名変更を発案。10月18日より、球団公式サイト・携帯サイトでファンからアンケートをとり、約7000通の応募の中から「T-岡田」に決定し、11月29日のファン感謝デーにて発表された。登録名の「T」は名前の「Takahiro」の頭文字や、ティラノサウルスの学名の略表記「T.rex」に由来する。
2010年は、キャンプでは「労働基準法違反」と語るほど昼夜問わず徹底的に振り込み、オープン戦では打率.324を記録し、「6番・一塁手」として開幕スタメンに名を連ねる。春先は、3月31日の日本ハム戦で9回に逆転3点本塁打を放つもなかなか打率が伸びず、5月中旬に打撃コーチの正田耕三のアドバイスで右足をステップしないノーステップ打法に変更した。5月12日の東京ヤクルトスワローズ戦で左足首を負傷し、翌日に登録抹消となったが、5月23日の読売ジャイアンツ戦で復帰し、プロ入り初めて4番打者として先発出場。この試合で先制適時打に3点本塁打の計4打点を記録した。前述のフォーム変更が奏功し、6月に入って打率も急上昇し、本塁打を量産し始める。6月2日の中日ドラゴンズ戦では、11回裏に金剛弘樹からプロ入り初のサヨナラ3ランを放ち、7点ビハインドを逆転する劇的な結末を締めた。交流戦で打率.313、6本塁打、26打点を挙げ初の交流戦MVPを受賞。同年のオールスターゲームにも初出場を果たし、第2戦目には1990年の清原和博（22歳11か月）を抜くパ・リーグ最年少4番（22歳5か月）として先発出場した。7月には打率.333、9本塁打21打点で初の月間MVPを受賞。8月3日、8月5日の西武戦では1試合2本塁打を達成し28号に到達するも、そこから一転不振に陥り本塁打も15試合出ずにいたが、8月22日の千葉ロッテマリーンズ戦に復調となる1試合2本塁打を放ち、シーズン前の目標としていた30本塁打を達成。9月8日のロッテ戦では、渡辺俊介から二塁打を放ち二塁に駆け込む際に肉離れを発症して全治6週間と診断されたが、8日後の9月16日の埼玉西武ライオンズ戦にて同点で迎えた8回裏に二死満塁の場面で代打で出場し、アレックス・グラマンからプロ初となる満塁本塁打を記録。チームでの代打満塁本塁打は2001年の藤井康雄以来9年ぶりの記録であった。最終的には33本塁打（この年パ・リーグで30本塁打以上放ったのはT-岡田のみ）を放ち、王貞治以来48年ぶりとなる22歳での本塁打王を獲得。また、本塁打王となった年で代打満塁本塁打を記録したのは1955年の中西太（西鉄）以来史上2人目の記録であった。打点でも、22歳で90打点以上を記録したのは2004年の中島裕之（西武）以来6年ぶりとなった。オリックスの選手による本塁打王は1996年のトロイ・ニール以来14年ぶりで、日本人選手に限定すると1973年で前身の阪急ブレーブスの長池徳二以来37年ぶりのことだった。
2011年は開幕4番を務めたが、好不調がやや激しく、後藤光尊・李承燁・フランシスコ・カラバイヨに4番を譲り、6番降格やスタメンから外れる試合もあった。ファン投票で2年連続のオールスターに出場し、第3戦目にオールスター初本塁打を放つなど3安打の活躍で敢闘賞を受賞したが、後半戦でも調子は安定せず、8月16日の対ソフトバンク戦で3度の好機でボール球に手を出して凡退したことが響き惜敗したことで、監督の岡田彰布の怒りを買って二軍降格を味わった。最終的には134試合に出場してリーグ4位・チーム最多の85打点を記録したものの、本塁打数は前年の半分にも満たない16本塁打にとどまり、四番としては物足りない成績に終わった。シーズン最終戦後の岡田のインタビューにて成績が低調でありながら“お仕置きの4番”として最終戦に4番で起用していたことや「翌年以降4番を打たすつもりはない」など痛烈な批判を受けた。
2012年は李大浩の加入もあり、開幕戦では6番で先発出場。オープン戦は不調に苦しんでいたものの、それまでの代名詞でもあったノーステップ打法をやめ、すり足打法にしたことで開幕から高打率を維持し、4月12日の対ロッテ戦では開幕11試合目にして12球団で最も遅いチーム第1号本塁打を放った。しかし、4月26日の対楽天戦で安打を放った際に左太腿裏の肉離れを発症し、登録抹消。万全でない状態ながらも交流戦から合流するも、5月20日の対ヤクルト戦で代打で決勝点となる内野ゴロを放った際に、左太腿裏の肉離れを再発して再度登録抹消となり、本格的な戦線復帰は6月26日まで先送りとなった。復帰後も3割超の打率、8月には月間6本塁打を放つなど好調をキープしていたが、終盤は27打席連続無安打を記録する等やや成績を落とし、最終的に103試合の出場で規定打席に到達せず、10本塁打56打点に留まったが、打率は.280、得点圏打率は.381という成績を残した。また、対右投手は.304の成績であったのに対し、対左投手は.237と左投手にやや苦戦した。オフの11月6日に、侍ジャパンマッチ2012「日本代表 VS キューバ代表」で日本代表入りを果たした。
2013年は更なる飛距離アップを求め従来のノーステップ打法から右足を上げる一本足打法に改造。開幕戦を7番で先発するも打率2割台前半と低調な成績が続き、5月3日には左太もも裏の故障で登録抹消される。6月28日に復帰するが、その後も復調することはなく、8月9日には成績不振による登録抹消となる。二軍調整中の8月にも右手中指の靭帯損傷の怪我を負うなど度重なる故障に苦しんだ。シーズン終盤の10月に再昇格し、最終戦の10月13日の楽天戦では本塁打を放ったが最後まで不振に苦しみ、最終的に58試合出場、打率.222、4本塁打、18打点とレギュラー定着後以降では最低の成績に終わった。シーズンオフの契約更改では年俸25%の大幅ダウンとなる1800万円減の5500万円でサインした。
2014年は復活を期すシーズンとして、104kgあった体重を98kgに減量して臨んだが、開幕直前に腰痛を発症し開幕一軍を逃す。その後、開幕から2週間出遅れて4月12日に初出場すると以降は主に「5番・一塁手」として定着する。以降打率は2割台後半をキープし、本塁打も着実に積み重ね、9月14日の日本ハム戦には4年ぶりとなる20本塁打を放った。10月12日のクライマックスシリーズファーストステージ第2戦では8回裏に逆転の3点本塁打を放ち、チームにクライマックスシリーズ初勝利をもたらした。また、一塁手として自身初のゴールデングラブ賞を受賞した。
2015年3月24日に、モデルのますあやと結婚したことが報じられた。シーズンでは、不調や負傷等で3度登録抹消されるなど、最終的に105試合（416打席）の出場にとどまり、不本意な結果に終わった。2015年のシーズン最終戦の試合後には、この年限りでの退団が決まった坂口智隆のタオルをファンが待つライトスタンドに掲げ“無言のアピール”で自身の思いを形にしたこともあった。
2016年は左アキレス腱痛の影響でキャンプは二軍スタートとなる。開幕は一軍で迎えたが、6試合で無安打と結果を残せなかったため4月3日に登録抹消され、4月29日に一軍に昇格。シーズン前半は5番であったが、7月3日の対ロッテ戦以後は4番に定着して、チームトップの20本塁打、76打点を記録するなど、復活の兆しを見せたシーズンとなった。守備位置は左翼手（70試合）が中心であったが、一塁手（43試合）、指名打者（9試合）での出場もあった。12月8日、契約更改を行い、2019年シーズンまでの3年の延長契約（変動年俸制。2017年の年俸は1億円＋出来高）を結んだ。
2017年、この年から選手会長に就任したこともあり、「チームリーダーの自覚を持ってプレーする」「打点、特に勝利打点に最もこだわりたい」をテーマに掲げてキャンプインした。「6番・一塁手」で開幕スタメン。3・4月の成績が「打率.351、7本塁打」を記録し、自身2度目の月間MVPを受賞。8月5日の対日本ハム戦でプロ入り後初めての1番打者として起用されるなど、チーム事情に応じて6つの打順で起用された。8月26日の対埼玉西武戦で、プロ通算150本塁打を達成。9月29日の対千葉ロッテ戦では、自身の30号本塁打が、プロ野球通算99999号となる本塁打であった。チームメイトのクリス・マレーロが続く10万号本塁打を放ち賞金100万円を手にした。なお、マレーロのプロ野球通算10万号表彰式の際に岡田へは99999号記念としてオリックス球団より賞金99999円が贈られ、プレゼンターはマレーロが務めた。最終的には、自身初めてのレギュラーシーズン全試合出場を達成して31本塁打を記録、出塁率は自己最高の.374を記録した。しかしその一方で打点は68にとどまった。2010年以来、7年ぶりとなるシーズン30本塁打を達成したが、最初に30本塁打を打ってから2回目の30本塁打達成まで7年以上のブランクを要したのは、山﨑武司、門田博光以来、史上3人目のことであった。
2018年は、「100打点、100四球」を目標に掲げてキャンプインした。しかし春季キャンプが始まって早々に右脇腹痛を発症したことなどから充分な調整ができず、オープン戦でも打撃不振に陥り、2014年以来の開幕二軍となったが、開幕戦翌日の3月31日に一軍に昇格し、同日に「7番・一塁手」で先発出場。9月1日の西武戦では8回に2か月ぶりの本塁打となる11号2ランで1点差に詰め寄り、最大7点差からの逆転勝利に繋げた。
2019年は、不振で20試合出場にとどまり、1本塁打、2打点に終わった。FA権を行使せず、残留が決まった。オフには漆原大晟、鈴木優とともにプエルトリコのウインターリーグにアテニエンセス・デ・マナティの一員として参加し。従来、ウィンターリーグへの派遣は飛躍のきっかけを模索する若手や中堅選手が中心だったが、ゼネラルマネージャーの福良淳一から提案され、岡田自身も参加を希望したため、31歳のベテランに位置される岡田も参加することになった。プエルトリコでも長打を期待され、23試合に出場して4本塁打を放ったものの、57打数11安打で打率.193という低打率に終わり、年内の12月25日に帰国した。
2020年は、9月9日対西武戦で5球団目となる球団通算8500号本塁打を放った。また、2017年シーズンから約3年ぶりに4番打者として先発出場している試合があるものの、調子の波が激しく、6, 7, 8番での下位打線でのスタメンも多い。9月26日京セラドームで行われた日本ハム戦で3番スタメンに入り2本の本塁打を放ち、全打順本塁打を記録した。
2021年は、9月28日ロッテ戦で石川歩から3ランを放ち、200本塁打を達成すると、9月30日同戦で益田直也から逆転3ランを放つなど、1つでも敗れるとロッテに優勝マジックが点灯するという天王山での3連戦3連勝に貢献。115試合に出場、打率.241・17本塁打・63打点でチームは自身のプロ入り後初のリーグ優勝。オフには、1000万円アップの推年年俸9500万円で契約を更改した。
2022年は、オープン戦中に負傷し、開幕二軍スタートとなったが、5月末に一軍に合流。29日の中日ドラゴンズ戦でシーズン初出場。シーズン第1号本塁打を含む3打点を記録し、8-0の勝利に貢献した。しかし、チームは26年ぶりの日本一を達成しながらも、自身は打率.149、1本塁打、10打点と絶不調なシーズンに終始。12月8日の契約更改では、2300万円ダウンの7200万円で契約を更改した。
2023年は、キャンプ直前に故障してしまい開幕二軍スタートとなり、5月13日対ソフトバンク8回戦で一軍復帰すると代打二点適時打を放ち幸先の良いスタートかと思われたが、同月17日後に感染拡大防止特例2023により登録を抹消。7月2日の対日本ハム7回戦で復帰しここでも代打適時打を放つなどここまでは内容は良かったものの、ここからは不振の内容が続き登録を再び抹消。9月20日の対ロッテ22回戦に復帰した際6試合で打点こそ1点だったが率.294（17打数5安打）と状態が上がってきたと思われたが、そこから5打数無安打でペナントレースを終える。チームは初の3連覇を遂げクライマックスシリーズも制し日本シリーズにも出場。岡田もクライマックスシリーズでは代打安打を記録したが、日本シリーズではノーヒットに終わった。成績的には一軍定着後では初の本塁打無しにも終わり年齢的にも厳しい立場に置かれたが、球団の評価はキャンプ前の怪我さえなければ来期は期待できるという判断で12月19日の契約更改では減額制限を超える半額の3600万円で契約を更改した。
2024年は、3年ぶりに開幕一軍入りし、3月29日のソフトバンク戦には「7番・一塁手」で名を連ねた。4年ぶりの開幕スタメンを含めて3試合に出場も6打席無安打。再調整を理由に4月11日に登録外となり、ウエスタン・リーグでは37試合に出場するも、81打数10安打の打率.123、1本塁打にとどまる。古傷の膝痛など度重なる故障を抱え、練習と治療の繰り返しにより本来の打撃も影を潜め、一軍戦力に加われないことで、同年限りでの現役引退の意思を9月7日までに球団に伝え、9月8日に球団から正式発表された。9月24日、同じく同年限りでの引退を表明していた同学年の安達了一、小田裕也とともに出場選手登録をされ、5回裏から代打として出場しそのまま一塁の守備につき、7回裏の第2打席では右前に安打を放った。9回裏二死一塁で迎えた現役最終打席では、右翼ポール際へ上段席まで届く特大のファウルを打ったものの、三振に倒れた。

### 引退後

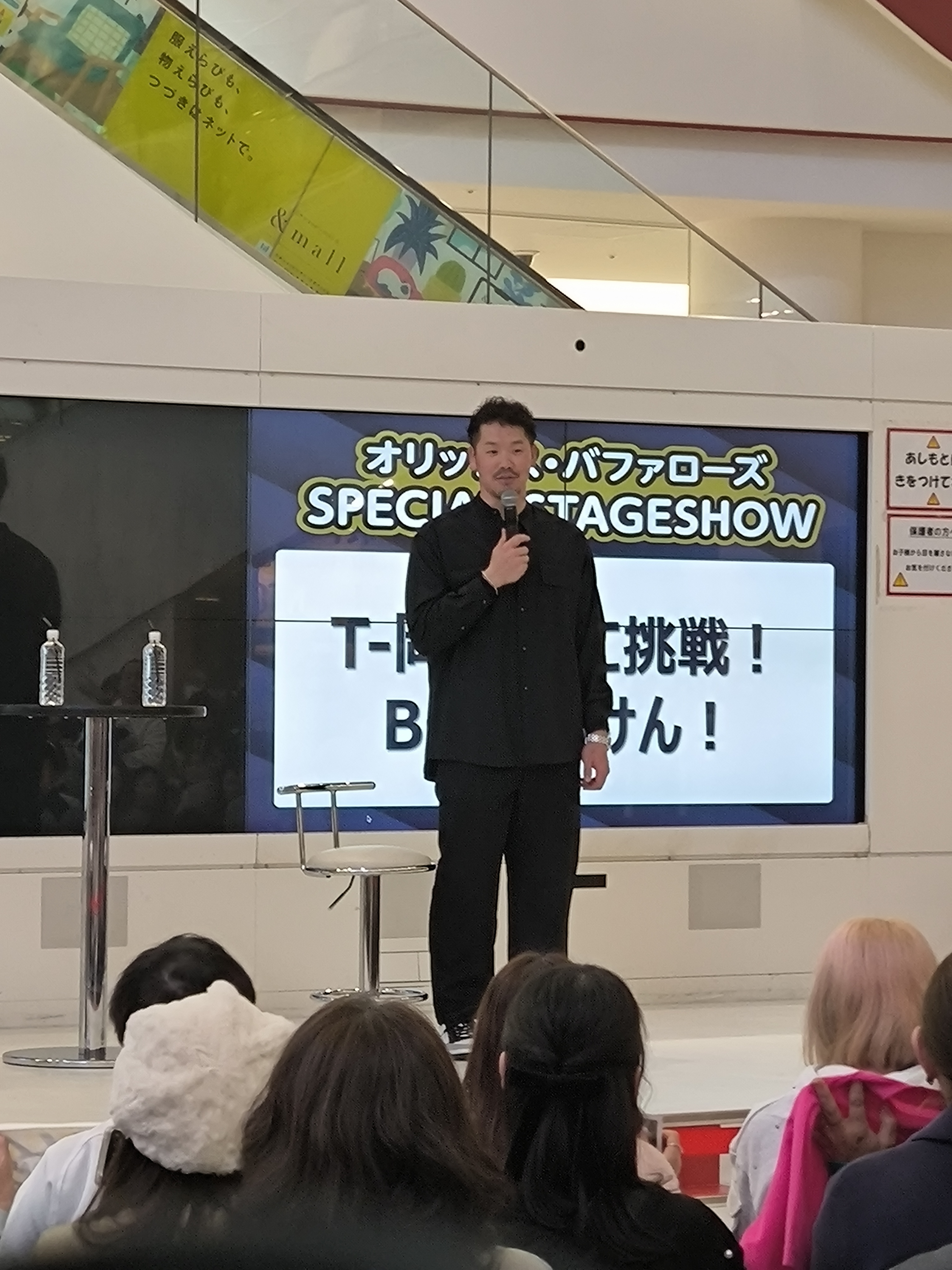
オリックス・バファローズ 球団アンバサダー T−岡田氏 トークショーでトーク中のT−岡田（2025年3月1日、ららぽーとEXPOCITYにて撮影）

2025年からは、J SPORTSの野球解説者、スポーツニッポンの野球評論家に就任。同年1月には、古巣・オリックスの球団アンバサダーに就任したことが発表された。

## 選手としての特徴・人物

### 打撃
最速156km/hを記録するスイングスピードと広角に豪快な打球を放つ技術を誇る。2010年5月ごろから一時期、ノーステップ打法を取り入れていた。目線や重心のブレを減らして確実性を上げる一方で、前足を踏み込む普通のフォームよりも体重移動の力を減少させるため打球の飛距離は低下しやすいが、日本人選手としては体格に恵まれていることもあり、岡田の場合は本塁打を放つのに十分な飛距離を出すことができる。本人曰く、「体重を右足（前足）に乗せてボールに力を伝えるイメージ」を意識しているという。しかし2012年からは統一球への対策として長打力の落ちやすいノーステップ打法はやめており、標準的な「すり足打法」に変更している。その後も「現状に満足しない姿勢」から、ほぼ毎年のように打撃フォームの改良を続けている。
2010年に本塁打王を獲得するなど、長打力や飛距離が魅力と評価されることが多い。一方で、シーズン毎の好不調や度重なる故障・負傷も見られ、「規定打席での打率3割以上」を一度も達成できていない。2014年からは飛距離より打点を意識した打撃を心掛けており、2017年2月のインタビューでは、「不調の時でも犠牲フライ、進塁打、四球でいかに打点や出塁を積み重ねるかが大事」と述べている。
長打力を示す指標であるIsoPは、2014年以後の3シーズン（2014年～2016年）では、「0.212→0.144→0.187」と、長距離打者としては比較的抑えられた数値になっていた。なお、2017年は7年ぶりに30本塁打に到達したことから、IsoPは「0.222」という高い数値を記録している。また、打球方向の「引っ張り打球割合」が、2015年～2017年の3シーズンにおいて、「42％→42％→45％」と高い数値で推移しており、日本人打者の中でも、プルヒッターの傾向の強い打者であることが示されている。
かつてはフリースインガーの傾向が強いことを課題としていて、特にボール球スイング率が高く、2015年～2016年の2シーズンでは「36.6％（リーグワースト3位相当）→34.7％（リーグワースト4位）」であった。しかし先述のように、2017年に出塁意識を高める打撃を心掛けたことで、同年は四球率が14.0％（リーグ2位。前年の四球率は9.2％）、ボール球スイング率が29.3％と大きく改善させたことで、自己最高の出塁率（.374）を記録することへと結び付けている。その一方で三振の多い打者でもあり、2015年～2017年の3シーズンにおける三振率は、「19.2％→20.5％→23.8％（リーグワースト3位）」と、リーグ平均値よりも望ましくない数値で推移しており、特に2017年はリーグワースト1位の141三振を喫した。

### 守備・走塁
体重100kgと大柄だが積極的なランニングを見せ、左打者ということもあり一塁到達4.11秒を記録する。守備面は前述のように一塁守備で失策の多さが目立つものの、2014年にはゴールデングラブ賞を受賞するなど、改善も見せている。左翼守備では捕球から送球までの時間は水準以上を誇り、滑りこみながらの捕球を得意としている。2010年にはRFで守備イニング500以上の左翼手でトップの1.97を記録し、得点換算でも高い数値を残した。

### 人物
愛称は「T（ティー）」。
「自分は気が利いたことを言えるタイプじゃない」と話すが、2016年のオフに3年の延長契約を結んで以後は、チームリーダーの立場としての言動が目立っている。

## 詳細情報

### 年度別打撃成績
| 年 度      | 球 団      | 試 合 | 打 席 | 打 数 | 得 点 | 安 打 | 二 塁 打 | 三 塁 打 | 本 塁 打 | 塁 打 | 打 点 | 盗 塁 | 盗 塁 死 | 犠 打 | 犠 飛 | 四 球 | 敬 遠 | 死 球 | 三 振 | 併 殺 打 | 打 率 | 出 塁 率 | 長 打 率 | O P S |
| ---------- | ---------- | ----- | ----- | ----- | ----- | ----- | -------- | -------- | -------- | ----- | ----- | ----- | -------- | ----- | ----- | ----- | ----- | ----- | ----- | -------- | ----- | -------- | -------- | ----- |
| 2006       | オリックス | 3     | 6     | 6     | 0     | 1     | 0        | 0        | 0        | 1     | 0     | 0     | 0        | 0     | 0     | 0     | 0     | 0     | 3     | 0        | .167  | .167     | .167     | .333  |
| 2009       | オリックス | 43    | 157   | 139   | 18    | 22    | 2        | 0        | 7        | 45    | 13    | 0     | 1        | 1     | 0     | 13    | 0     | 4     | 59    | 4        | .158  | .250     | .324     | .574  |
| 2010       | オリックス | 129   | 520   | 461   | 70    | 131   | 31       | 2        | 33       | 265   | 96    | 0     | 0        | 0     | 4     | 49    | 1     | 6     | 136   | 11       | .284  | .358     | .575     | .933  |
| 2011       | オリックス | 134   | 550   | 492   | 61    | 128   | 26       | 0        | 16       | 202   | 85    | 4     | 0        | 0     | 4     | 39    | 1     | 15    | 116   | 10       | .260  | .331     | .411     | .741  |
| 2012       | オリックス | 103   | 404   | 378   | 46    | 106   | 22       | 0        | 10       | 158   | 56    | 4     | 3        | 0     | 0     | 22    | 1     | 4     | 81    | 5        | .280  | .327     | .418     | .745  |
| 2013       | オリックス | 58    | 207   | 189   | 17    | 42    | 10       | 1        | 4        | 66    | 18    | 2     | 1        | 0     | 2     | 15    | 1     | 1     | 42    | 6        | .222  | .280     | .349     | .629  |
| 2014       | オリックス | 130   | 533   | 472   | 67    | 127   | 28       | 0        | 24       | 227   | 75    | 4     | 4        | 5     | 2     | 37    | 4     | 17    | 107   | 10       | .269  | .343     | .481     | .824  |
| 2015       | オリックス | 105   | 416   | 389   | 44    | 109   | 19       | 2        | 11       | 165   | 51    | 2     | 0        | 0     | 4     | 17    | 0     | 6     | 80    | 9        | .280  | .317     | .424     | .741  |
| 2016       | オリックス | 123   | 513   | 454   | 56    | 129   | 25       | 0        | 20       | 214   | 76    | 5     | 1        | 0     | 5     | 47    | 5     | 7     | 105   | 12       | .284  | .357     | .471     | .828  |
| 2017       | オリックス | 143   | 593   | 504   | 77    | 134   | 19       | 0        | 31       | 246   | 68    | 2     | 1        | 0     | 1     | 83    | 1     | 5     | 141   | 10       | .266  | .374     | .488     | .862  |
| 2018       | オリックス | 97    | 333   | 298   | 31    | 67    | 11       | 0        | 13       | 117   | 43    | 2     | 2        | 0     | 2     | 31    | 5     | 2     | 82    | 9        | .225  | .300     | .393     | .696  |
| 2019       | オリックス | 20    | 56    | 50    | 4     | 6     | 0        | 0        | 1        | 9     | 2     | 0     | 0        | 0     | 0     | 6     | 0     | 0     | 19    | 3        | .120  | .214     | .180     | .394  |
| 2020       | オリックス | 100   | 377   | 328   | 36    | 84    | 18       | 0        | 16       | 150   | 55    | 5     | 3        | 0     | 5     | 40    | 1     | 4     | 87    | 11       | .256  | .340     | .457     | .797  |
| 2021       | オリックス | 115   | 407   | 357   | 45    | 86    | 16       | 1        | 17       | 155   | 63    | 2     | 3        | 0     | 5     | 35    | 4     | 10    | 86    | 2        | .241  | .322     | .434     | .756  |
| 2022       | オリックス | 36    | 95    | 87    | 1     | 13    | 4        | 0        | 1        | 20    | 10    | 0     | 0        | 0     | 1     | 7     | 0     | 0     | 28    | 1        | .149  | .211     | .230     | .440  |
| 2023       | オリックス | 20    | 42    | 39    | 3     | 7     | 0        | 0        | 0        | 7     | 4     | 0     | 0        | 0     | 1     | 2     | 0     | 0     | 9     | 0        | .179  | .214     | .179     | .394  |
| 2024       | オリックス | 4     | 9     | 8     | 0     | 1     | 0        | 0        | 0        | 1     | 0     | 0     | 0        | 0     | 0     | 1     | 0     | 0     | 3     | 0        | .125  | .222     | .125     | .347  |
| 通算：17年 | 通算：17年 | 1363  | 5218  | 4651  | 576   | 1193  | 231      | 6        | 204      | 2048  | 715   | 32    | 19       | 6     | 36    | 444   | 24    | 81    | 1184  | 103      | .257  | .330     | .440     | .770  |

- 各年度の太字はリーグ最高

### 年度別守備成績
| 年 度 | 球 団      | 一塁  | 一塁  | 一塁  | 一塁  | 一塁  | 一塁     | 外野  | 外野  | 外野  | 外野  | 外野  | 外野     |
| 年 度 | 球 団      | 試 合 | 刺 殺 | 補 殺 | 失 策 | 併 殺 | 守 備 率 | 試 合 | 刺 殺 | 補 殺 | 失 策 | 併 殺 | 守 備 率 |
| ----- | ---------- | ----- | ----- | ----- | ----- | ----- | -------- | ----- | ----- | ----- | ----- | ----- | -------- |
| 2006  | オリックス | 2     | 20    | 1     | 0     | 2     | 1.000    | 1     | 2     | 0     | 0     | 0     | 1.000    |
| 2009  | オリックス | 27    | 192   | 17    | 2     | 16    | .991     | 19    | 26    | 1     | 0     | 0     | 1.000    |
| 2010  | オリックス | 43    | 238   | 10    | 2     | 14    | .992     | 96    | 168   | 4     | 4     | 1     | .977     |
| 2011  | オリックス | 70    | 284   | 18    | 3     | 19    | .990     | 110   | 196   | 4     | 4     | 1     | .980     |
| 2012  | オリックス | 41    | 134   | 9     | 2     | 6     | .986     | 82    | 164   | 6     | 2     | 1     | .988     |
| 2013  | オリックス | 21    | 185   | 13    | 1     | 19    | .995     | 2     | 4     | 0     | 0     | 0     | 1.000    |
| 2014  | オリックス | 123   | 955   | 86    | 6     | 85    | .994     | 18    | 18    | 0     | 1     | 0     | .947     |
| 2015  | オリックス | 29    | 126   | 5     | 6     | 13    | .956     | 80    | 138   | 6     | 3     | 0     | .980     |
| 2016  | オリックス | 60    | 416   | 25    | 3     | 29    | .993     | 74    | 129   | 2     | 2     | 0     | .985     |
| 2017  | オリックス | 54    | 266   | 15    | 1     | 25    | .996     | 116   | 186   | 3     | 3     | 0     | .984     |
| 2018  | オリックス | 57    | 375   | 20    | 3     | 31    | .992     | 43    | 60    | 1     | 0     | 0     | 1.000    |
| 2019  | オリックス | 12    | 90    | 6     | 2     | 6     | .980     | -     | -     | -     | -     | -     | -        |
| 2020  | オリックス | 51    | 323   | 18    | 2     | 21    | .994     | 45    | 54    | 4     | 2     | 1     | .967     |
| 2021  | オリックス | 81    | 566   | 35    | 4     | 39    | .993     | 27    | 35    | 0     | 0     | 0     | 1.000    |
| 2022  | オリックス | 24    | 161   | 6     | 1     | 11    | .994     | -     | -     | -     | -     | -     | -        |
| 2023  | オリックス | 10    | 52    | 3     | 0     | 4     | 1.000    | 1     | 1     | 0     | 0     | 0     | 1.000    |
| 2024  | オリックス | 2     | 15    | 1     | 0     | 0     | 1.000    | -     | -     | -     | -     | -     | -        |
| 通算  | 通算       | 707   | 4398  | 288   | 38    | 340   | .992     | 714   | 1181  | 31    | 21    | 4     | .983     |

- 各年度の太字はリーグ最高
- 太字年はゴールデングラブ賞受賞

### タイトル
- 本塁打王：1回（2010年）

### 表彰
- ベストナイン：1回（外野手部門：2010年）
- ゴールデングラブ賞：1回（一塁手部門：2014年）
- 月間MVP：2回（打者部門：2010年7月、2017年3・4月）
- セ・パ交流戦 最優秀選手賞（MVP）：1回（2010年）
- オールスターゲーム敢闘選手賞：1回（2011年第3戦）
- 月間サヨナラ賞：1回（2021年6月）
- 報知プロスポーツ大賞：1回（2010年）

### 記録
初記録
- 初出場：2006年8月10日、対西武ライオンズ15回戦（京セラドーム大阪）、6回表に迎祐一郎に代わり右翼手で出場
- 初打席：同上、7回裏に松永浩典の前に空振り三振
- 初先発出場：2006年8月15日、対千葉ロッテマリーンズ14回戦（千葉マリンスタジアム）、「8番・一塁手」で先発出場、2打数無安打
- 初安打：2006年8月18日、対東北楽天ゴールデンイーグルス14回戦（スカイマークスタジアム）、6回裏に山村宏樹から左前安打
- 初打点：2009年5月20日、対広島東洋カープ2回戦（京セラドーム大阪）、8回裏に林昌樹から中前適時打
- 初本塁打：2009年8月14日、対福岡ソフトバンクホークス15回戦（スカイマークスタジアム）、5回裏にジャスティン・ジャマーノから左中間越3ラン
- 初盗塁：2011年4月13日、対福岡ソフトバンクホークス2回戦（京セラドーム大阪）、6回裏に二盗（投手：D.J.ホールトン、捕手：細川亨）

節目の記録
- 100本塁打：2015年6月10日、対東京ヤクルトスワローズ2回戦（京セラドーム大阪）、7回裏に新垣渚から右越2ラン ※史上274人目
- 150本塁打：2017年8月26日、対埼玉西武ライオンズ19回戦（メットライフドーム）、1回表に多和田真三郎から中越ソロ ※史上165人目
- 1000試合出場：2018年5月6日、対福岡ソフトバンクホークス9回戦（福岡ヤフオク!ドーム）、「5番・一塁手」で先発出場 ※史上490人目
- 1000安打：2019年5月8日、対北海道日本ハムファイターズ7回戦（札幌ドーム）、5回表に金子弌大から右前安打 ※史上296人目
- 1000三振：2020年7月23日、対東北楽天ゴールデンイーグルス6回戦（楽天生命パーク宮城）、10回表に辛島航から空振り三振 ※史上70人目
- 200本塁打：2021年9月28日、対千葉ロッテマリーンズ20回戦（ZOZOマリンスタジアム）、4回表に石川歩から右越3ラン ※史上111人目

その他の記録
- オリックス球団通算8500号本塁打：2020年9月9日、対埼玉西武ライオンズ14回戦（メットライフドーム）、8回表に若月健矢の代打で出場、十亀剣から右越ソロ
- 全打順本塁打：2020年9月26日、対北海道日本ハムファイターズ13回戦（京セラドーム大阪）、3番で先発出場、1回裏に有原航平から右越本塁打で達成 ※史上12人目

- オールスターゲーム出場：3回（2010年、2011年、2017年）

### 背番号
- 55（2006年 - 2024年）

### 登場曲
- 「ライトスタンド」ベリーグッドマン
- 「ハイライト」ベリーグッドマン
- 「カーニバル」ケツメイシ（チャンス時）
- 「Mr T-OKADA」Money Makers
- 「夢わたし」なにわ男子
- 「最高到達点」SEKAI NO OWARI

### 登録名
- 岡田 貴弘（おかだ たかひろ、2006年 - 2009年）
- T-岡田（ティーおかだ、2010年 - 2024年）